# Nääs, Hyvinge
Nääs (finska: Kytäjän kartano) var en större egendom i byn Kytäjä i Hyvinge i Finland. Herrgården revs år 2023.

## Historia
Fram till 1917 var byn och herrgården en del av Nurmijärvi socken tills Hyvinge och Nurmijärvi delades och Nääs blev en del av Hyvinge. Herrgården var en gång i tiden Finlands största jordbruksfastighet. Dess areal har därefter reducerats till nuvarande 4 400 hektar, men är trots detta ännu en av Finlands större egendomar i privat ägo. Man har hästar, men saknar nötkreatur och dylikt. Huvudbyggnaden är byggd i trä, men har en rappad fasad som är förfallen och i dåligt skick. Golfklubben Kytäjä-Golfs två artonhålsbanor har avstyckats från herrgårdens åkrar och klubbhuset vid sjön Kytäjärvi  har modernistiska inslag. Den smalspåriga järnvägen från 1907  mellan Nääs och Hyvinge, förlängd 1911, förlängdes till Högfors och revs upp i slutet av 1960-talet.

## Nääs ägare
Herrgården har en färgrik historia. Dess ursprungliga ägare har i huvudsak varit släkterna Linder och Vähäkallio. Släkten Vähäkallio övertog gården, då arkitekten Väinö Vähäkallio köpte herrgården 1928. Under hans tid blomstrade herrgården och han ritade flera byggnader i trakten,  bland annat en  bykyrka, uppförd i tegel 1939. Kytäjä kyrka rymmer 180 personer och överläts till Hyvinge församling 1962. Under Andra världskriget fungerade herrgården som ett vårdhem. Idag ägs Nääs av affärsmannen Yrjö Laakkonen och hans barn Jyrki Laakkonen och Reetta Laakkonen. Familjen kommer ursprungligen från Norra Karelen.

## Trippelmordet
Den 12 maj 1972 begicks på Nääs ett trippelmord. Den dåvarande 32-åriga ägaren Kai Kustaa Vähäkallio sköt ihjäl tre ungdomar som hade slagit läger på egendomens marker.

## Ägare
- Clas Åkesson (Tott) (född 1530, död 1590)
- Henrik Klasson Tott (dog i landsflykt 1602 eller 1603)
- Sigrid Eriksdotter Vasa (den tidigares änka, dog 1633)
- Åke Tott (dog 1640)
- Christina Brahe (den tidigares änka, syster till Per Brahe den yngre)
- Clas Tott (fick egendomen av sin styvmor när han blev myndig, född 1630, dog 1674, inga arvingar)
- Herman Fleming (s. n.1520, k. 1583)

- hans arvingar

- Gustav Wulfcrona (köpte egendomen 1740, född 1693,)
- Helena Sofia Barck (den tidigares änka, dog 1782) och Carl Armfelt (född 1717, död 1784)
- Carl Johan Armfeldt (inlöste troligen godset från de övriga arvingarna, född 1764, död 1819)
- Cristopher Armfeldt (bror till den tidigare, född 1765, död 1848)
- Anna Aurora Adelaide Indrenius (den tidigares dotter)
- Constantin Linder (född 1836, död 1908) och Marie Linder (född Mussin-Puškin) (född 1840, död 1870)
- Hjalmar Linder (född 1862, död 1921) och Sophie Mannerheim (född 1863, död 1928) (Gustaf Mannerheims syster)

- Finska Finansaktiebolaget (Leopold Lerches bolag, som fick godset 1918 när Hjalmar Linders kvarlåtenskap realiserades)
- Nobel Standard  (ägde godset 1918–1928, vd. Leopold Lerche)
- Leopold Lerche (ägde godset 1928, sålde den vidare samma år)
- Väinö Niilo Vähäkallio (född 1886, död 1959) och Kaarlo Kaira (godset samägdes 1928–1932, när Vähäkallio inlöste Kairas andel)
- Väinö Niilo Vähäkallio och Astrid Vähäkallio (född Sahlberg) (skilda 1944)
- Väinö Niilo Vähäkallio och Maire Vähäkallio (född Saario) (död 1980) (vigda 1950)
- Kai Väinö Vähäkallio född 1916, död 1940) och Katri Vähäkallio (född Tuuteri, tidigare före förfinskning av namnet: Tudeer, senare Lehto)
- Kai Kustaa Vähäkallio (född 1940, död 1979) och Irma Vähäkallio (född Loukola) (separerat 1973, skilda 1975)
- Kai Yrjö Vähäkallio (född 1964) och Erkki Vähäkallio (född 1967) (var minderåriga när de ärvde godset. Deras mor, Irma Karmavuo (tidigare Vähäkallio, född Loukola), blev deras förmyndare men hade själv ingen del av godset när Kai Kustaa Vähäkallio dog.
- Yrjö Laakkonen och barnen Jyrki Laakkonen och Reetta Laakkonen